# Козлов, Алексей Михайлович
Алексе́й Миха́йлович Козло́в (21 декабря 1934, Опарино, Северный край — 2 ноября 2015) — советский и российский разведчик-нелегал. Герой Российской Федерации (2000).
В конце 1970-х годов одним из первых в мире добыл информацию о ядерной программе ЮАР и подтверждение, что первая урановая бомба в ЮАР уже создана.
Два года (1980—1982) провёл под пытками в тюрьме ЮАР, после чего был обменян на 11 разведчиков ФРГ и ЮАР. По оценке ветерана СВР Андрея Безрукова, на долю Козлова выпали самые тяжёлые и суровые испытания среди всех советских разведчиков послевоенного поколения.

## Биография и разведывательная деятельность

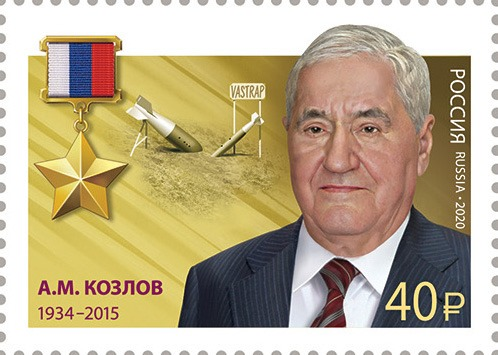
Почтовая марка. 100 лет Службе внешней разведки. Герой Российской Федерации А.М. Козлов (1934–2015)

Родился в посёлке Опарино (ныне Кировской области). В семье кроме него было четверо детей, и Алексея с 1936 года растили в Вологде бабка с дедом.
В 1943 поступил в Вологодскую школу № 1, которую окончил с серебряной медалью. В школе его учителем немецкого языка был известный учитель Зельман Щерцовский. В 1953 поступил в Московский институт международных отношений, где изучал немецкий и датский языки. Однокурсником А. М. Козлова был будущий первый заместитель министра иностранных дел СССР Ю. А. Квицинский. На последнем курсе института был направлен на практику в консульский отдел посольства Дании. Закончив институт в 1959, получил предложение от Управления «С» Первого Главного управления (внешняя разведка) КГБ СССР. С 1 августа 1959 проходил спецподготовку по программе нелегальной разведки, овладел немецким и датским языками.
Короткое «погружение» в профессию проходил в Лейпциге, ГДР, где приобрёл узнаваемый саксонский акцент, который впоследствии едва не выдал его «восточное» происхождение в Западной Германии. 2 октября 1962 года был направлен в Данию приобретать профессию технического чертёжника, в этой стране начал деятельность в качестве разведчика-нелегала. Затем теплоходом из Неаполя прибыл в Ливан. Цель состояла в том, чтобы создать себе правдоподобную легенду преуспевающего коммерсанта, скопившего денег, перед тем как направиться к месту своей основной работы — в Западную Германию. С сентября 1963 года Козлов находился в Алжире. Не зная до того французского языка, устроился в архитектурное ателье, которое держали немецкоязычные швейцарские инженеры. Через их знакомства вышел на людей из высшего руководства Алжира. Успеху работы Козлова в Алжире способствовал тот факт, что президент Бен Белла придерживался левых взглядов и был ориентирован на СССР. В его «тайный политический совет» входили деятели с троцкистскими воззрениями, среди них — швейцарцы. Благодаря этим знакомствам добыл в Алжире много по-настоящему ценной военно-политической информации и прочно зарекомендовал себя как успешный разведчик.
Покинуть Алжир Козлову пришлось в связи с беременностью жены, на которую неблагоприятно влиял африканский климат. В 1964 году он через Тунис, Нидерланды и Францию приехал в Западную Германию, в Штутгарт (на время оставив жену во французском Страсбурге), поступил чернорабочим в химчистку, затем сумел получить сначала вид на жительство и паспорт на имя Отто Шмидта. В 1965 году переехали в Мюнхен, где после вторичной регистрации брака для легализации и рождения сына и дочери супруги получили гражданство ФРГ, а липовые паспорта, изготовленные в мастерских КГБ, сожгли в печке.
В 1968 году, пробыв 2 месяца в Москве на переподготовке, с семьёй выехал в Брюссель. В Бельгии, где находится штаб-квартира Североатлантического альянса, устроился в крупном отеле начальником подразделения химчистки и прачечной. Показав добросовестный труд и хорошие результаты, был назначен управляющим сетью химчисток. В странах Западной Европы собирал ценную информацию по проблематике НАТО.
После смерти жены в 1970-х годах, оставив детей в СССР, работал один по кризисным точкам — Израиль и сопредельные арабские страны. С 1974 года успешно работал в Иране, где оброс разветвлёнными связями в полиции и службе безопасности САВАК. В последующее десятилетие посетил и выполнял специальное задание ещё в десятках стран мира, в том числе в Африке и Азии. На его счету работа в Иордании, Саудовской Аравии, Кувейте, Тунисе. Многократно работал в Израиле в период разрыва с ним дипломатических отношений. Много летал по всему миру, эти поездки обставлялись как коммерческие контакты по делам фирмы, которую он представлял — продавал машины для химчистки. Успешно работал в Гонконге и на Тайване, с которым у СССР не было дипломатических отношений вообще; туда он тоже наведался, посещая разбросанные по миру учреждения химчистки. Был единственным советским разведчиком, работавшим в Португалии в период диктатуры. Всего, по его словам, посетил 86 государств, находился в заграничных командировках на протяжении 37 лет. Связь с Центром поддерживал через обычный радиоприёмник, по которому раз в неделю слушал сообщения из Москвы. Выполняя указания, затем отправлял письма-отчёты в тайнописи («давленкой») на адреса в Европе или же передавал информацию через тайники. Радиопередатчиком не пользовался, радиста при нём не было.
В 1977 году впервые побывал в Южно-Африканской Республике (ЮАР), где господствовал режим апартеида; советскую разведку интересовали тайные связи ЮАР со странами Запада. Вскоре побывал и в Намибии, объездил всю страну (тогда это была Юго-Западная Африка, колония ЮАР). Многие белые говорили там по-немецки, что помогало общительному и разговорчивому Козлову завязывать нужные контакты. Выполнял он и секретные поручения советского руководства по взаимодействию с национально-освободительной организацией СВАПО, которая при участии советских военных советников вела вооружённую борьбу против ЮАР.
В 1978 году совершил поездку по прифронтовым государствам Замбии, Ботсване и Малави. И Советский Союз, и США располагали информацией, что в научно-исследовательской лаборатории Пелендаба велись ядерные исследования, и ЮАР вплотную подошла к созданию собственной бомбы. Однако точно факт производства урановой бомбы установлен не был. Разведчику было поручено выяснить, есть ли такая бомба в арсенале ЮАР. Следовало также прояснить ситуацию с проведением ЮАР тайных испытаний атомной бомбы и факт производства обогащённого промышленного урана в Намибии, о чём уже делались предположения на основе аэрокосмических данных американской и советской разведок. В городе Блантайр (Малави) нелегалу удалось на вечеринке в ресторане разговорить секретаршу директора завода в ЮАР, на котором в декабре 1976 была собрана первая в Южной Африке урановая бомба, затем были получены и иные доказательства этого факта. В ходе третьей командировки уже в столице Намибии Виндхуке Козлов заметил за собой наружное наблюдение, а 28 июля 1980 был арестован контрразведкой сразу по прилёте в Йоханнесбург (ЮАР). Ему было предъявлено обвинение в терроризме, «сдал» его, как считалось, бежавший в 1985 в Великобританию Олег Гордиевский, а по более точным сведениям, другой «крот» — Владимир Ветров. Статья «терроризм» по законам ЮАР лишала подозреваемого права на адвокатскую защиту и судебное разбирательство, запрещала любое общение с внешним миром и получение информации. В СССР об аресте Козлова долго не знали и пытались выяснить, что с ним произошло.
Два года он находился сначала в тюрьме контрразведки, а затем в центральной тюрьме в Претории в одиночной камере и подвергался допросам и изощрённым пыткам. Шесть месяцев сидел в камере смертников, а однажды был инсценирован даже его вывод на казнь. Протоколы допросов Козлова, который имел западногерманское гражданство, пересылались в ведомство по охране конституции ФРГ, внедрённый туда агент разведки ГДР (Штази) смог переправить копии документов в Москву, благодаря чему там и стало известно об участи разведчика. Наконец, 1 декабря 1981 премьер-министр ЮАР Питер Бота сделал заявление о том, что советский шпион Алексей Козлов находится в тюрьме Претории. После этого Козлов был признан политическим заключённым и условия содержания его улучшились. В мае 1982 при участии разведслужб ФРГ был произведён обмен Алексея Козлова на десятерых разведчиков ФРГ, арестованных в ГДР и в СССР, и одного военнослужащего армии ЮАР, захваченного ранее в плен в Анголе. При аресте весил 90 килограммов, после заключения и пыток — 58. Не раскрыл за два года заключения никакой информации.
В 1982—1986 работал в центральном аппарате Первого Главного управления КГБ СССР. Затем высказал просьбу о вторичном направлении в постоянную командировку на нелегальную работу. Будучи раскрытым нелегалом, работал за границей с 1986 по 1997 год. Информация об этом периоде до сих пор является секретной. После выхода в отставку продолжал работать в Службе внешней разведки России, занимался преподавательской, консультативной и аналитической работой (владел немецким, английским, датским, французским и итальянским языками). Жил в Москве, был рассекречен в 2005 году.
Собранные Алексеем Козловым в ЮАР документальные подтверждения испытаний атомной бомбы в 1979 году совместно с Израилем и разработки обогащённого промышленного урана в оккупированной Намибии дали возможность СССР склонить США и ряд государств Западной Европы к усилению режима международных санкций против ЮАР. Результатом работы Алексея Козлова стало объявление эмбарго ЮАР всеми странами, что в конечном итоге привело к крушению режима апартеида в 1994 году. Под контролем МАГАТЭ и международного сообщества инфраструктура для создания ядерного оружия в ЮАР при согласии правительства республики была нейтрализована, а ядерная программа ЮАР переориентирована на мирные цели.
Указом президента Российской Федерации от 7 декабря 2000 года за мужество и героизм, проявленные при выполнении специального задания, полковнику в отставке Козлову Алексею Михайловичу, присвоено звание Героя Российской Федерации с вручением медали «Золотая звезда».
Умер 2 ноября 2015 года. Похоронен в Москве на Троекуровском кладбище.

## Семья
Отец Михаил Алексеевич Козлов, до войны работал директором машинно-тракторной станции (МТС), на войне был комиссаром танкового батальона в 5-й гвардейской танковой армии генерала П. А. Ротмистрова и участвовал в битве на Курской дуге. После победы вернулся без ноги, был назначен заместителем начальника лагеря военнопленных по политчасти в Вологде. После расформирования лагеря военнопленных работал начальником строительного управления на Волго-Балтстрое, затем начальником транспортного отдела стройки Металлургического комбината «Северсталь» в Череповце, после этого работал в МТС, а, выйдя на пенсию, стал директором нефтебазы в Шексне. Умер от инфаркта в день ареста Алексея Козлова в ЮАР.
Мать Лидия Васильевна Козлова работала бухгалтером в совхозе.
Жена Татьяна Борисовна Козлова, разведчица-нелегал, преподавала немецкий язык в Бельгии в школе для детей сотрудников ООН. Умерла в 1970-х годах.
Дочь Анна, сын Михаил.

## Награды и почётные звания
- Заслуженный сотрудник органов внешней разведки Российской Федерации (1999).
- Орден Красной Звезды (1977).
- Орден «За заслуги перед Отечеством» 4-й степени (2004).
- Медаль «За боевые заслуги» (1967).
- Знак «Почётный сотрудник госбезопасности» (1973).
- Знак «За службу в разведке» (1993).
- Герой Российской Федерации с вручением знака особого отличия — медали «Золотая Звезда» (№ 713).
- Почётный гражданин Вологды (2009)[7].

## Память
- В 2017 году по случаю 95-летия со дня образования управления «С» ПГУ КГБ СССР один из драгоценных камней, хранящийся в Гохране России, был назван именем Алексея Козлова. Масса камня составляет 57 карат — по числу килограммов веса Козлова после пыток в южноафриканской тюрьме[8].
- В 2024 году в Вологде у школы № 1, которую Алексей Михайлович окончил с серебряной медалью, установили памятник Козлову[9].

### Фильмы о А. М. Козлове
- 2007 — «Карьера нелегала» — документальный фильм. Режиссёр Сергей Мнацаканов, сценарист Николай Долгополов, студия «Лавр»[10].
- 2010 — Поединки. Испытание смертью — художественный фильм. Режиссёр Владимир Нахабцев, сценаристы Мария Арбатова, Шумит Датта Гупта, Студия «АРТЕЛЬ»[11].
- 2020 — «Секретная Африка. Атомная бомба в Калахари». Фильм Алексея Поборцева из цикла «НТВ-видение», премьера 24 февраля 2020[12]
- 2022 — «Легенды советской разведки: Алексей Козлов. В погоне за атомной бомбой». Документальный фильм. В роли Козлова — Олег Тактаров.

## Книги о А. М. Козлове
- Испытание смертью или Железный филателист. Мария Арбатова, Шумит Датта Гупта — М. Астрель, 2012 — ISBN 978-5-271-40565-5.
- Серия ЖЗЛ. Алексей Козлов. Автор Александр Бондаренко. Издательство Молодая Гвардия 2022 г. ISBN 978-5-235-04553-8.